# (523735) 2014 QX441
(523735) 2014 QX441 est un objet transneptunien du groupe des cubewanos et une planète naine potentielle.